# Oslo Freedom Forum
Oslo Freedom Forum (OFF) è una serie di conferenze globali gestite dalla fondazione senza scopo di lucro Human Rights Foundation di New York con lo slogan "Challenging Power." L'OFF è stato fondato nel 2009 come evento unico e ha preso luogo ogni anno da allora. Uno degli obiettivi principali delle conferenze è quello di riunire persone di rilievo, tra cui ex capi di stato, vincitori del Nobel per la pace, prigionieri di coscienza, nonché di altre personalità pubbliche per fare rete e scambiare idee sui diritti umani e esponendo le dittature.
La principale conferenza di OFF si tiene ogni anno nel centro di Oslo, in Norvegia, mentre gli eventi satellite si tengono a San Francisco e New York e nelle università negli Stati Uniti. I discorsi di OFF sono trasmessi in diretta e consistono in conferenze e tavole rotonde che si svolgono di fronte a un pubblico dal vivo.
Secondo Wired Magazine, "Se il movimento globale per i diritti umani dovesse creare un proprio corpo rappresentativo unificato, sarebbe simile a questo." Hanno anche scritto in seguito: "Il potere dell'evento - i cui sponsor includono le fondazioni caritatevoli di Sergey Brin e Peter Thiel - si trova nella miscela perfetta degli attivisti di base, molti dei quali hanno rischiato la vita per esprimersi e i decisori e gli influencer che possono agire su ciò che apprendono."
L'OFF è stato fondato dall'attivista per i diritti umani Thor Halvorssen.